# World of Winx
World of Winx is een Italiaanse tekenfilmserie en is een spin-off van Winx Club. De première was op 4 november 2016 op Netflix in Amerika. In Nederland en België is de tekenfilmserie eveneens op 4 november 2016 in première gegaan op Netflix.

## Verhaal
De Winx zijn op aarde om jongens en meisjes over de hele wereld hun talenten te laten tonen, zoals zang, dans, technologie, muziek, koken en kunst. Er dreigt ook gevaar en de Winx krijgen een nieuwe kracht genaamd Dreamix.
In seizoen twee keren de oude vijanden terug van het eerste seizoen en de Winx krijgen weer een nieuwe kracht genaamd 'Onyrix'.

## Afleveringen
| Seizoen | Afleveringen | Uitgezonden     | Uitgezonden     | Uitgezonden               | Uitgezonden               | Uitgezonden               | Uitgezonden               |
| Seizoen | Afleveringen | Start seizoen   | Seizoensfinale  | Start seizoen             | Seizoensfinale            | Start seizoen             | Seizoensfinale            |
| ------- | ------------ | --------------- | --------------- | ------------------------- | ------------------------- | ------------------------- | ------------------------- |
| 1       | 13           | 28 januari 2017 | 7 februari 2017 | 4 november 2016 (Netflix) | 4 november 2016 (Netflix) | 4 november 2016 (Netflix) | 4 november 2016 (Netflix) |
| 2       | 13           | juni 2017       | 2017            | 16 juni 2017 (Netflix)    | 16 juni 2017 (Netflix)    | 16 juni 2017 (Netflix)    | 16 juni 2017 (Netflix)    |

### Seizoen 1: 2016
- Dit is het eerste seizoen van World of Winx.
- Dit seizoen heeft 13 afleveringen.

| Nr. | Aflevering | Titel                                                                | Uitzenddatum , &                  |  |
| --- | ---------- | -------------------------------------------------------------------- | --------------------------------- |  |
| 1 | 1          | "De Talenten Dief" (The Talent Thief)                                | 4 november 2016 , 4 november 2016 |  |
| In aflevering 1 moeten de Winx een dief zoeken die alle getalenteerde tieners ontvoerd. Bovendien is er een talentenshow waar de Winx uitgenodigd voor zijn. Ze worden overal gefilmd door de drones (in de ochtend, middag en avond) en komen op het scherm bij de talentenshow terecht. De Winx horen een tienermeisje genaamd Annabel zingen en vragen haar of ze bij de talentenshow wil zingen. Na de talentenshow wordt ze meteen ontvoerd door de talentendief. De Winx moeten haar vinden. |            |                                                                      |                                   |  |
| 2 | 2          | "Nieuwe Krachten" (New Powers)                                       | 4 november 2016 , 4 november 2016 |  |
| In aflevering 2 blijkt dat Annabel in een verlaten bos gevangen zit met schaduwgeesten. De Winx zoeken Annabel en de talentendief. Uit het niets verschijnt er een magisch portaal, de Winx gaan erin en ontvangen een nieuwe kracht genaamd 'Dreamix' en komen in een verlaten bos terecht. Ze vinden Annabel die zich niet meer kan herinneren hoe ze in het bos terechtkwam. De Winx gaan terug met Annabel het portaal in maar het lukt Annabel niet om het portaal in te gaan en hoe vaak ze het ook probeert, ze verdwijnt plotseling. |            |                                                                      |                                   |  |
| 3 | 3          | "De Legende Van De Krokodillemens" (The Legend Of The Crocodile Man) | 4 november 2016 , 4 november 2016 |  |
| In aflevering 3 is er een gigantische krokodil die achter een nerd-jongen aan zit, zijn talent is technologie. De Winx moeten hem beschermen, al kost het hun geheim. |            |                                                                      |                                   |  |
| 4 | 4          | "Het Monster Onder De Stad" (The Monster Under The City)             | 4 november 2016 , 4 november 2016 |  |
| In aflevering 4 zijn de Winx aan het vechten met het krokodillenmens. De krokodil blijkt sterker dan ooit te zijn. De Winx vinden een soort apparaat waar de krokodil naar zoekt. Toen de krokodil de apparaat heeft afgepakt opende hij een portaal naar de wereld van de dromen. |            |                                                                      |                                   |  |
| 5 | 5          | "Stylist Gezocht" (Stylist Wanted)                                   | 4 november 2016 , 4 november 2016 |  |
| In aflevering 5 zijn de Winx dit keer op zoek naar het talent van mode. Sofie kan heel goed kleren ontwerpen en de Winx helpen haar daarbij, maar de krokodillenmens is weer terug en wil Sofie ontvoeren en haar naar de wereld van dromen sturen, het plannetje is gelukt en nu zit Sofie net als Annabel en alle anderen gevangen in de wereld van de dromen. De krokodil en de talentendief werken dus samen om alle talenten gevangen te nemen in de wereld van dromen, en ook de schaduwgeesten. |            |                                                                      |                                   |  |
| 6 | 6          | "De Fashionweek" (The Fashion Week)                                  | 4 november 2016 , 4 november 2016 |  |
| In aflevering 6 is Sofies kloon eigenlijk een schaduwgeest. De Winx vechten tegen de schaduwgeesten en versloegen ze met Stella's zonnemagie voordat ze Nadine naar de wereld van de dromen heen stuurden. Nadine haar talent is om model te zijn en ze wint bij de talentenshow, maar Bloom is ontslagen door Ace bij de talentenshow van WOW. |            |                                                                      |                                   |  |
| 7 | 7          | "De Kookwedstrijd" (The Chef Contest)                                | 4 november 2016 , 4 november 2016 |  |
| In aflevering 7 moeten de Winx een jongen, die heel goed kan koken, zijn talent laten uiten. Ondertussen wordt Bloom achtervolgd door een detective die denkt dat de Winx Annabel hebben ontvoerd. |            |                                                                      |                                   |  |
| 8 | 8          | "De Sjamaan" (The Shaman)                                            | 4 november 2016 , 4 november 2016 |  |
| In aflevering 8 hebben de Winx weer een visioen over een talent, namelijk vechtsport. Yu, een tienermeisje, is heel goed in karate, ze vecht tegen vele personen en wint dan altijd. Een man genaamd 'De Sjamaan' ontvoert Yu en neemt haar mee naar de droomwereld. |            |                                                                      |                                   |  |
| 9 | 9          | "Droom Of Nachtmerrie" (Shattered Dreams)                            | 4 november 2016 , 4 november 2016 |  |
| In aflevering 9 is De Sjamaan op zoek naar een nieuw talent. Madelyn heeft het nieuwe talent, ze kan heel goed instrumenten bespelen. De Sjamaan ontvoerde haar, maar de Winx hebben haar net op tijd gered voordat De Sjamaan haar naar de droomwereld stuurde. Bovendien blijkt de waarheid uit te komen, de baas van de krokodillenman, de eerste talentdief: Jim, De Sjamaan, de piraten en nog vele andere talentendieven, is de koninginnendief, zij woont in de droomwereld en huurt veel talentendieven in om alle getalenteerde kinderen te ontvoeren. Waarom? Dat is nog niet uitgekomen, maar de Winx zullen wel waarheid achterhalen. |            |                                                                      |                                   |  |
| 10 | 10         | "Gevaar In De Golven" (Dangerous Waters)                             | 4 november 2016 , 4 november 2016 |  |
| In aflevering 10 heeft de koningin van de droomwereld een stel piraten naar de Winx gestuurd. De Winx versloegen ze maar Lorelei heeft alles gezien. Gelukkig geloofde niemand wat Lorelei zei en werd ze ontslagen. Ondertussen zijn Bloom en Roxy Jim aan het volgen. Ze omsingelen hem en hij laat het magisch apparaat vallen dat stuk gaat. |            |                                                                      |                                   |  |
| 11 | 11         | "Sneeuwschaduw" (Shadows On The Snow)                                | 4 november 2016 , 4 november 2016 |  |
| In aflevering 11 hebben de Winx weer een nieuw talent gevonden, Silke, haar talent is snowboarden. De Winx helpen haar om een goede snowboarder te worden. Maar het blijkt dat haar talent niet snowboarden, maar mechanica is. Ondertussen zegt Jim dat hij niet de talentendief is en dat hij Annabel niet ontvoerd heeft maar juist wilde helpen vechten tegen de koningin van de droomwereld. Bloom en Jim gaan samen naar de sneeuwstad en vragen iemand hen te helpen om het apparaat te maken. |            |                                                                      |                                   |  |
| 12 | 12         | "De Horloge Man" (The Watchmaker)                                    | 4 november 2016 , 4 november 2016 |  |
| In aflevering 12 vechten Bloom en Jim tegen de Piratenzombies. De Piratenzombies en een nieuwe talentendief hebben gewonnen en nemen Bloom en Jim mee naar de droomwereld. Ondertussen komen de twee detectives, Gomez en Evans, erachter dat feeënmagie bestaat, en ook Silke komt erachter die dan het apparaat (het klokje) weer hersteld. Nu het klokje werkt gaan de 7 feeën het portaal in om alle talenten te redden en de talentendieven en de koningin te verslaan. |            |                                                                      |                                   |  |
| 13 | 13         | "De Val Van De Koningin" (The Fall Of The Queen)                     | 4 november 2016 , 4 november 2016 |  |
| In de laatste aflevering zijn de Winx aan het vechten tegen de talentendieven en de koningin. De waarheid is aan het licht gekomen: de koningin wil van alle ontvoerde getalenteerden hun talenten stelen. De talentendieven zijn verslagen en weggelopen, de tieners met hun talenten zijn gered en gaan allemaal terug naar de aarde. Maar De Sjamaan en de koningin zijn spoorloos verdwenen en zweren dat ze wraak gaan nemen op de Winx. Het seizoen eindigt dat de Winx en alle tieners met talenten op het podium staan in de show van WOW.                                                                                                |            |                                                                      |                                   |  |

### Seizoen 2: 2017
- Dit is het tweede seizoen van World of Winx.
- Dit seizoen heeft 13 afleveringen.
- Seizoen 2 zal vanaf 16 juni 2017 uitgezonden worden.

| Nr. | Aflevering | Titel                                                            | Uitzenddatum , &            |  |
| --- | ---------- | ---------------------------------------------------------------- | --------------------------- |  |
| 14 | 1          | "Niemandsland" (Neverland)                                       | 16 juni 2017 , 16 juni 2017 |  |
| Het tweede seizoen begint met een optreden van Stella, Musa en Layla terwijl Bloom, Tecna en Flora op missie gaan. Als de Winx willen transformeren in Dreamix transformeren ze in Onyrix, een sterke kracht dat vijanden verslaat. De Winx komen erachter dat de koningin eigenlijk Tinkerbell is maar dan slecht, dat komt omdat haar ex-vriend Peterpan haar heeft bedrogen. De Winx moeten nu op zoek gaan naar Peterpans zoon die van een andere vrouw komt en niet van Tinkerbell de slechte Koningin. De droomwereld, ook wel Niemandsland genoemd, zitten vol met gevaarlijke schaduwgeesten die de Winx aanvallen. |            |                                                                  |                             |  |
| 15 | 2          | "Peterpan's zoon" (Peter Pan's Son)                              | 16 juni 2017 , 16 juni 2017 |  |
| Terwijl de Winx Peterpans zoon zoeken heeft Koningin Tinkerbell heeft een kloon van Bloom gemaakt die helemaal slecht is en de angst van Bloom kent en is. Bloom wordt de hele tijd achtervolgd door haar kloon en ze maakt haar bang en maakt illusies. Tenslotte heeft Bloom haar verslagen door te denken dat ze niet echt is. |            |                                                                  |                             |  |
| 16 | 3          | "De Alligatorman" (The Alligator Man)                            | 16 juni 2017 , 16 juni 2017 |  |
| Terwijl Musa achtervolgd wordt door het angstmeisje die haar wil vernietigen gaan Bloom en Stella haar zoeken. Tecna, Flora en Layla zitten in de droomwereld en de krokodillenman wijst hen een weg waar ze gevangen zullen zitten door zeer sterke insectenslijm. |            |                                                                  |                             |  |
| 17 | 4          | "Meerminnen op Aarde" (Mermaids on Earth)                        | 16 juni 2017 , 16 juni 2017 |  |
| Tecna, Flora en Layla zijn ontsnapt uit het slijm dankzij Layla en Musa heeft dat eng meisje verslagen. Ondertussen zijn er drie zeemeerminnen op Aarde die van de droomwereld komen en de Winx moeten hen terugsturen voordat ze iedereen in hypnose hebben. |            |                                                                  |                             |  |
| 18 | 5          | "Fashion School Sensatie" (Fashion School Thrill)                | 16 juni 2017 , 16 juni 2017 |  |
| Tecna, Stella en Layla zijn op zoek naar Matt de zoon van Peterpan maar de Koningin creëert zoals bij Bloom en Musa een angstmeisje dat Stella bang en verdrietig maakt maar Stella was moedig en versloeg haar. Ondertussen zijn Bloom, Flora en Musa naar de Niemandsland of Droomwereld om mensen te helpen die gevangen zitten door de schaduwgeesten. |            |                                                                  |                             |  |
| 19 | 6          | "Het meisje in de sterren" (The Girl in the Stars)               | 16 juni 2017 , 16 juni 2017 |  |
| De Winx moeten Matt redden van de ontvoerder. Nu dat gelukt is, vertellen de Winx de waarheid aan Matt maar dan verdwijnt hij. Ondertussen gaat de koningin, slechte Tinkerbell, een angstmeisje sturen naar Flora. |            |                                                                  |                             |  |
| 20 | 7          | "Een bloem in de sneeuw" (A Flower in the Snow)                  | 16 juni 2017 , 16 juni 2017 |  |
| Flora staat oog in oog met het angstmeisje, zij versteent al de natuur zodat Flora verzwakt maar Flora, die samen met Matt in gevaar is, vernietigt het angstmeisje en ging er vandoor met Matt. Bovendien is Matt naar de droomwereld gegaan en ontmoette de koningin, Tinkerbell. |            |                                                                  |                             |  |
| 21 | 8          | "Tijger Lily (Tiger Lily)                                        | 16 juni 2017 , 16 juni 2017 |  |
| De winx zoeken voor Matt een vechttrainer maar telkens als hij getraind wordt kan hij niet vechten. De enige manier om hem een echte vechtkampioen te laten worden is om het magisch zwaard van Peterpan te vinden. Ondertussen wordt Layla geforceerd door het angstmeisje om met haar te vechten. |            |                                                                  |                             |  |
| 22 | 9          | "Een held zal komen" (A Hero Will Come)                          | 16 juni 2017 , 16 juni 2017 |  |
| De Winx en Matt gaan naar een museum om het zwaard van Peterpan te vinden maar ze worden onderbroken door het laatste angstmeisje die met Tecna zal afrekenen. |            |                                                                  |                             |  |
| 23 | 10         | "Technomagische val" (Technomagic tric)                          | 16 juni 2017 , 16 juni 2017 |  |
| Tecna versloeg het angstmeisje en nu is het leger van angstmeisjes uitgeschakeld. Ondertussen gaat Matt in de droomwereld de koningin aanvallen samen met de piraten en Jim. Op het einde komt er een aardbeving tijdens het concert van de Winx. |            |                                                                  |                             |  |
| 24 | 11         | "Jim's wraakactie" (Jim's revenge)                               | 16 juni 2017 , 16 juni 2017 |  |
| De Winx redden hun concert net op tijd, maar Vernomiya wil weer alles saboteren. Ondertussen vechten Jim en zijn leger en Matt tegen de schaduwgeesten maar de schaduwgeesten verliezen en de koningin gaat zelf strijden tegen hen maar toen ze Matt zag werd ze weer aardig omdat ze verliefd op hem is. Matt sluit wapenstilstand met de koningin maar Jim en zijn leger niet. |            |                                                                  |                             |  |
| 25 | 12         | "Oude vrienden en nieuwe vijanden" (Old Friends and New Enemies) | 16 juni 2017 , 16 juni 2017 |  |
| De Winx zijn aan het vluchten voor de piraten en de krokodilman. Ondertussen in de droomwereld gaat Matt zijn geliefde Tinkerbell redden maar hij staat oog in oog met Jim. |            |                                                                  |                             |  |
| 26 | 13         | "Tinkerbell is Terug" (Tinkerbell is Back)                       | 16 juni 2017 , 16 juni 2017 |  |
| Tijdens een beslissende strijd tussen de Winx en Jim verliest Jim die de droomwereld in een nachtmerriewereld wou maken. Jim is zelf de nachtmerriewereld ingegaan en komt nooit meer terug. De droomwereld is terug weer zoals vroeger in een schitterende plek getoverd, en de slechte Tinkerbell is terug weer goed en heeft een relatie met Matt, Tinkerbell is terug weer de goeie koningin van de droomwereld. Op het einde van het seizoen zijn de klonen van de Winx nog steeds het concert aan het geven en plots komen de Winx backstage te staan ze komen net van de droomwereld. Op backstage verstoppen ze zich zodat niemand ze ziet maar Vernomiya heeft de Winx ontmaskerd en ze heeft ook gezegd dat de Winx feeën zijn en bovendien heeft Vernomiya in Blooms gedachten gezegd dat ze een heks is. Hoe dit afloopt, is te zien in seizoen 8 van Winx Club. |            |                                                                  |                             |  |

## Personages, Nederlandse stemmen
Hoofdpersonages
- Ace – Florus van Rooijen
- Bloom – Niki Romijn
- Flora – Mirjam Vriend
- Musa – Monique van der Ster
- Layla – Marlies Somers
- Stella – Jannemien Cnossen
- Tecna – Peggy Vrijens

Terugkerende personages
- Koningin Dakota / Tinkerbell – Canick Hermans (seizoen 1)
- Duivelse Vorm Schaduws
- Evans – Cynthia de Graaff
- Gómez – Jelle Amersfoort
- Jim – Dieter Spileers (Seizoen 1)
- Krokodillenman
- Pirate Zombies
- Roxy – Meghna Kumar
- Sjamaan – Paul Disbergen
- Smee – Simon Zwiers

Gastpersonages
- Annabel – Canick Hermans
- Artu
- Cliff
- Lorelei
- Louise – Roos van der Waerden
- Madelyne – Dilara Horuz
- Margot – Beatrijs Sluijter
- Nadine
- Naoki – Casper van Hensbergen
- Puff
- Silke – Emilie Pos
- Sophie – Nicoline van Doorn
- Vincenzo – Sander van der Poel
- Yu – Shanna Chatterjee